# 2-Aminopyrimidin
2-Aminopyrimidin ist ein stickstoffhaltiger Heterocyclus, der sich von Pyrimidin, einem 1,3-Diazin, ableitet und eine primäre Aminogruppe trägt. Das Pyrimidin-2-amin findet sich als Stammverbindung in Agrowirkstoffen, wie z. B. in Fungiziden und Insektiziden und ist ein Molekülbaustein für das Sulfonamid Sulfadiazin, das in Kombination mit einem Dihydrofolatreduktase-Inhibitor zur Therapie der Toxoplasmose, meist aber als das Silbersalz Silbersulfadiazin zur Wundbehandlung eingesetzt wird.

## Vorkommen und Darstellung
Bei der Reaktion der aus Äpfelsäure mit 20%igem Oleum entstehenden (instabilen und daher nicht isolierten) 3-Oxopropansäure (Formylessigsäure) mit Guanidinsalzen bildet sich Isocytosin in 69%iger Ausbeute.
Die im tautomeren Gleichgewicht vorliegende 4-Hydroxygruppe des Isocytosin kann mit Phosphoroxychlorid in stark saurem Medium durch ein Chloratom in 93%iger Ausbeute zum 2-Amino-4-chlorpyrimidin ausgetauscht werden. Das Chloratom in dieser Verbindung wird mit Zinkstaub in ammoniakalischer Lösung leicht unter Bildung von 2-Aminopyrimidin (Ausbeute 90 %) entfernt.
Ein alternativer Syntheseweg geht aus von β-Ethoxyacroleindiethylacetal, das in Gegenwart von starken Säuren mit Guanidinhydrochlorid mit einer Ausbeute von 53 % zu Pyrimidin-2-amin reagiert.
Die aufwendige Darstellung des Ethoxyacroleindiethylacetals aus Acrolein durch Bromierung zum Dibrompropanal und dessen Umsetzung mit Ethanol und Chlorwasserstoff zum β-Ethoxybrompropanaldiethylacetal (64 % Ausbeute) und anschließende Dehydrobromierung mit Kaliumhydroxid in Ethanol zum eigentlichen Reaktanden β-Ethoxyacroleindiethylacetal (80 % Ausbeute).
sowie die insgesamt geringen Ausbeuten machen diesen Syntheseweg unökonomisch.
Eine auch im größeren Maßstab interessante Alternative bietet der Weg über das aus dem Vilsmeier-Salz (aus Dimethylformamid und Phosgen) mit Isobutylvinylether entstehende Malondialdehyd-Derivat, das mit Guanidinhydrochlorid in 97%iger Ausbeute 2-Aminopyrimidin bildet.

## Eigenschaften
2-Aminopyrimidin ist ein weißer kristalliner Feststoff, der sich in Wasser und polaren Lösungsmitteln löst.

## Anwendungen
Die Methylierung von 2-Aminopyrimidin zum 2-Methylaminopyrimidin gelingt mit Methyliodid in Ethanol in 90%iger Ausbeute. Nach Aktivierung mit Lithiumamid in Benzol kann mittels Methyliodid auch eine zweite Methylgruppe, allerdings mit geringer Ausbeute (31 %) eingeführt werden. Die Synthese des 2-Dimethylaminopyrimidins gelingt mit 88%iger Ausbeute durch Reaktion von 2-Chlorpyrimidin und Dimethylamin.
2-Isopropylaminopyrimidin ist aus 2-Aminopyrimidin durch Umsetzung mit Aceton und anschließende Hydrierung mit Natriumborhydrid in 60 % Reinausbeute erhältlich.
Die Verbindung wurde als Phosphatsalz auf Wirksamkeit gegen Neuropathien geprüft, aber wegen Hepatotoxizität nicht weiter verfolgt.
Aus Pyrimidin-2-amin ist durch Diazotierung in konzentrierter Salzsäure 2-Chlorpyrimidin in bescheidenen Ausbeuten (26–27 %) zugänglich
und kann mit Arylaminen einfach zu 2-Arylaminopyrimidinen aminiert werden.
2-Chlorpyrimidin findet auch in der letzten Stufe der Synthese des Dopaminagonisten Piribedil Verwendung.
Den gegen echten Mehltau wirksamen so genannten 2-Aminopyrimidin-Fungiziden wie z. B. die inzwischen in Deutschland nicht mehr zugelassenen Produkte Ethirimol, Dimethirimol und Bupirimat, ebenso wie den Insektiziden Pirimiphos-methyl, Primidophos oder Pyrimidate, liegt die 2-Aminopyrimidin-Struktur zugrunde.
In einer Mehrkomponentenreaktion mit drei Reaktanden – einem Aldehyd, einem Isonitril und dem Amin 2-Aminopyrimidin – entsteht als Eintopfreaktion nach Ivar Karl Ugi in moderaten bis guten Ausbeuten (um 50 %) 3-Amino-imidazo[1,2-a]pyrimidin:
Allerdings liefert die Reaktion nach neueren Untersuchungen ein Gemisch der 2- und 3-Aminoverbindung.
Eine erneute Überarbeitung dieser Reaktion mit Toluol als unpolarem Lösungsmittel und sequentieller Zuführung der Reaktanden und Zusatz von Ammoniumchlorid als Promotor führt zu einem einheitlichen 3-Aminoprodukt in Ausbeuten um 60 %.
Die wichtigste Verwendung von 2-Aminopyrimidin ist als Amin-Molekülbaustein für das Sulfonamid Sulfadiazin, das in Kombination mit Trimethoprim oder Pyrimethamin das Mittel der Wahl zur Behandlung der Toxoplasmose bei Tieren und Menschen darstellt.
Im vorletzten (n-1)-Schritt der Darstellung von Sulfadiazin wird 4-Acetamidobenzolsulfochlorid mit Pyridin-2-amin zum acetylgeschützten Sulfadiazin, das anschließend zum Endprodukt deacetyliert wird.